# Bohdanivka (oblast de Kiev, raïon de Brovary)
Pour les articles homonymes, voir Bohdanivka.
Bohdanivka (en ukrainien : Богданівка) est un village situé dans le raïon de Brovary, lui-même situé dans l'oblast de Kiev, en Ukraine.

## Historique
Lors de l'invasion de l'Ukraine par la Russie en 2022, Bohdanivka est pris sans combat de rue par les forces russes — les forces ukrainiennes se tenant à distance du village — mais essuie des bombardements,,. Le 9 mars, un groupe de soldats russes — maîtres du village —commet des crimes à l’encontre de la population du village, tuant deux hommes et violant une femme.

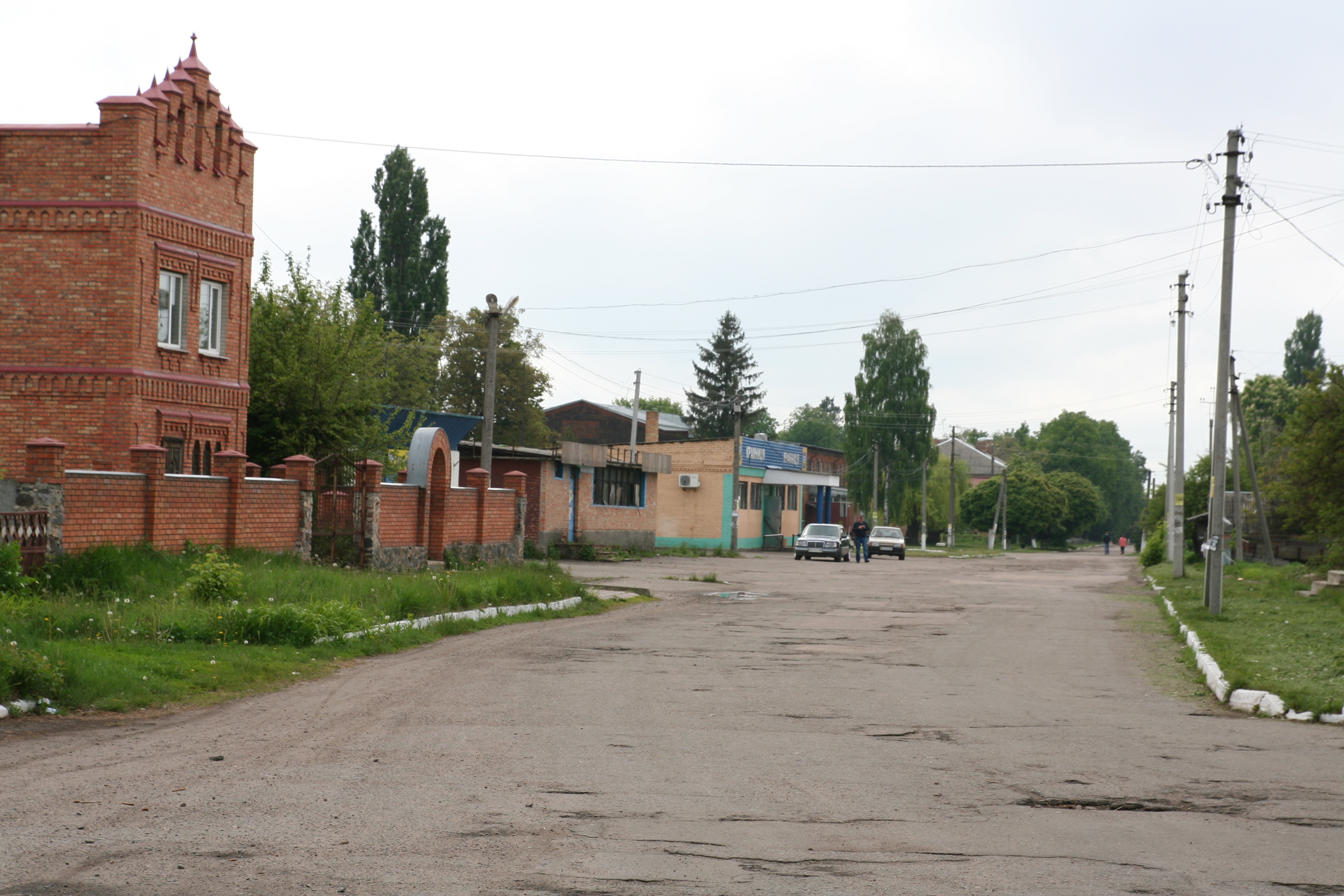